# Pio Laghi
Pio kardinál Laghi (21. května 1922 Forlì – 11. ledna 2009 Řím) byl římskokatolický duchovní, diplomat Svatého stolce a vysoký úředník Římské kurie. Byl mimo jiné apoštolským nunciem v Argentině (1974–1980), apoštolským delegátem (1980–1984) a pronunciem (1984–1990) ve Spojených státech amerických, prefektem Kongregace pro katolickou výchovu (1991–1999) a protektorem maltézských rytířů.

## Život

Znak kardinála Pio Laghiho

Po ukončení vlády vojenské junty v Argentině byl Laghi obviňován z toho, že v době svého diplomatického působení v Argentině nejen mlčel k zločinům diktatury, ale udržoval i neformální přátelské vztahy s některými příslušníky generality (např. s generálem Emiliem Masserou hrával tenis), aniž by jich však využil ve prospěch perzekvovaných. Argentinské neformální sdružení Matek z Květnového náměstí, které sdružuje příbuzné obětí junty, jej v roce 1996 žalovalo u italské justice.
Byl jmenován kardinálem -jáhnem, později se stal kardinálem-protojáhnem (tj. nejstarším z ordo kardinálů-jáhnů).